# Ion Nicodim
Ion Nicodim (né le 26 mars 1932 à Constanța en Roumanie et mort le 15 mars 2007 à Paris 15e) a été un plasticien et peintre roumain.

## Biographie
Issu d’un milieu modeste, Ion Nicodim est diplômé de l’Institut des Beaux Arts « Nicolae Grigorescu » de Bucarest (section peinture). En 1957, il épouse Ariana Soreanu, qu’il a connue aux Beaux-Arts et qui développera également une carrière internationale axée sur l’art textile. Dans les premières années suivant l’université, Nicodim réalise un certain nombre d’œuvres monumentales, tapisseries, mosaïques, céramiques, tout en se consacrant principalement à la peinture.
Lauréat du Prix « Friedrich et Cecilia Cutzescu-Stork », il s’installe en 1965 à Rome, à l’Académie de Roumanie, où de nouveaux horizons s’ouvrent à lui. Sa première exposition personnelle à la galerie Il Bilico, le place aux côtés d’artistes déjà renommés, tel Sam Francis, Jean Fautrier, Julius Bissier et Joan Miró.
En 1968, croyant à la (brève) tentative d’ouverture du régime roumain, l’artiste revient au pays. Espoir brutalement déçu, car la chape de plomb retombe aussitôt sur le pays et l’isole du monde artistique international. Car même si les autorités reconnaissent ses talents — c’est sa tapisserie « Chant pour l’homme » que le gouvernement roumain offre en 1970 au siège de l’ONU à New York — elles n’auront de cesse de brimer sa liberté de création et de le priver de tout déplacement à l’étranger.
Il ne franchira de nouveau les frontières de la Roumanie qu’en 1977, sur invitation de la Cité internationale des arts de Paris pour une résidence de plusieurs années, et ce en dépit de l’invitation de l’ONU de 1976 qui le nomme Planetary Citizen, aux côtés de personnalités du monde entier : Martin Luther King, Darius Milhaud, Pablo Casals, Arthur Miller, Yehudi Menuhin, Leopold Stokowski, l’Abbé Pierre, etc.
Mais l’artiste n’oubliera jamais la peinture, tel un amour de jeunesse… Ses deux dernières grandes expositions personnelles de 2006, au Château Royal de Collioure et à Caen, dans la prestigieuse Abbaye aux Dames, regroupent aussi bien toiles, sculptures et installations.
Projetant jusqu’au dernier souffle la réalisation d’un Mémorial du Goulag roumain, concours organisé par le Ministère roumain de la Culture qu’il avait emporté au début des années 1990, l’homme meurt à Paris, dix jours à peine avant l’anniversaire de ses 75 ans.
Reste désormais son œuvre, ainsi que ses nombreux carnets — sorte de journal intime, qu’il tenait rigoureusement à jour.

## Œuvre
Sa peinture suggère à l’époque des « journées de lecture, guidées par une pénétrante […] recherche de poésie », comme le souligne le critique d’art Giulio Carlo Argan[réf. nécessaire]. En effet, l’objectif de sa recherche suggère une trame spatiale, raide et mobile à la fois, une dimension générant des rythmes de langages divers, un fond sonore diaphane, constitué par les sonorités de différentes langues.
Dans les années 1970 et 80, sa peinture poursuit les thèmes qui lui tiennent à cœur : la série des « Lacs tranquilles » inspirés des Falaises de craie à Rügen de Caspar David Friedrich, les « Monodies byzantines » et les « Fenêtres orientales », insufflées par les paysages de sa Dobroudja natale. Jonglant avec l’abstrait et le figuratif, ces œuvres laissent entrevoir une transparence de la matière et dégagent une subtile vibration de la lumière, révélatrices de la quête intérieure de l’homme.
Les années 1980 marquent un tournant dans sa création : installé à Paris (jusqu’au milieu des années 1990), Nicodim aborde la sculpture. Un cycle important de « Stèles », colonnes coniques surmontées d’un cœur, est alors commencé. Au tout début, la matière est la terre, le torchis, la glaise, matières qui renvoient tant aux habitations paysannes du sud de la Roumanie qu’à son attachement viscéral à la terre. Car l’homme est « poursuivi par ses origines », selon l’expression de E.M. Cioran, avec qui il copublie un ouvrage du même nom à la fin des années 1980.
Viennent ensuite le bronze, puis la résine, qu’il modèle sous différentes formes et dont il s’amuse à l’envi. Arrivera enfin le bois, pour des œuvres plus monumentales, telles « Adam » et « Eve », dont le visage n’est pas sans rappeler la Mademoiselle Pogany de Brancusi, « La licorne », pour ne citer que celles-ci, qui intègrent systématiquement de multiples autres matériaux, qu’il détourne de leur fonction première pour leur redonner une nouvelle vie.
Après la chute du régime de Ceausescu, il réalisera une œuvre monumentale en bronze, d’une intense puissance dramatique, « Aux victimes anonymes », qui sera installée sur la place du Palais Royal de Bucarest, au tout début des années 1990.